# Beautiful Thoughts
Beautiful Thoughts è un cortometraggio muto del 1915 diretto da Sidney Drew.
Fu il primo tra i quattro film sceneggiati da Stanley Dark, un attore teatrale che ebbe una breve carriera cinematografica tra il 1914 e il 1917.

## Produzione
Il film fu prodotto dalla Vitagraph Company of America.

## Distribuzione
Distribuito dalla General Film Company, il film - un cortometraggio in una bobina - uscì nelle sale cinematografiche statunitensi il 5 novembre 1915. Il film venne poi distribuito nel 1918 dalla Favorite Films in una riedizione che uscì il 22 aprile.